# Zespół Leigha
Zespół Leigha (podostra martwicza encefalo(mielo)patia, ang. Leigh syndrome, subacute necrotizing encephalomyelopathy, SNEM) – rzadka, heterogenna etiologicznie choroba mitochondrialna związana z zaburzeniem wytwarzania ATP w mitochondriach. Nazwa jednostki chorobowej honoruje brytyjskiego neuropatologa Archibalda D. Leigha, który opisał ją w 1951 roku.
Zespół Leigha może wynikać z mutacji zarówno w mitochondrialnym, jak i jądrowym materiale genetycznym, ponieważ w obu znajdują się sekwencje kodujące białka enzymatyczne biorące udział w metabolizmie mitochondrialnym. Upośledzona może być oksydacyjna dekarboksylacja pirogronianu, transport elektronów w łańcuchu oddechowym lub wytwarzanie ATP przez syntazę ATP. Problem nie został ostatecznie rozwiązany.
Opisano przynajmniej trzy sposoby dziedziczenia choroby, w zależności od typu mutacji: recesywne sprzężone z chromosomem X, mitochondrialne (w linii matczynej) i autosomalne recesywne.

## Etiologia
Istnieje wiele postaci choroby, spowodowanych mutacjami w różnych genach kodujących białka kompleksów mitochondrialnego łańcucha oddechowego:
I (MTND2, MTND3, MTND5, MTND6, NDUFV1, NDUFS1, NDUFS3, NDUFS4, NDUFS7 i NDUFS8), II (SDHA), III (BCS1L), IV (MTCO3, COX10, COX15, SCO2, SURF1) i w V (MTATP6), mutacjami w genach kodujących transportujące RNA (tRNA: dla waliny – MTTV, dla lizyny – MTTK, dla tryptofanu – MTTW i dla leucyny – MTTL1), w białkach kompleksu dehydrogenazy pirogronianowej (DLD i PDHA1) albo w genie LRPPRC. Niedobór koenzymu Q10 (OMIM#607426) również może mieć obraz kliniczny zespołu Leigha.

## Objawy i przebieg
Choroba zazwyczaj ujawnia się w wieku 3-24 miesięcy i gwałtownie postępuje. W obrazie klinicznym występują objawy ze strony układu nerwowego, mięśni szkieletowych, serca, wątroby i nerek. Encefalomielopatia może sugerować rozpoznanie zespołu Wernickego. Częsta jest kardiomiopatia przerostowa. W osoczu podwyższone są poziomy mleczanów i pirogronianów, co prowadzi do kwasicy metabolicznej.

### Badania neuroobrazowe
W MRI widać obustronne zajęcie jąder podstawy, najczęściej skorupy i jądra ogoniastego, także gałki bladej, jądra zębatego, istoty czarnej i jądra czerwiennego. Zmiany są hiperdensyjne w obrazach PD- i T2-zależnych. Obserwuje się również zmiany w istocie białej, ale rzadziej. Są to głównie obszary demielinizacji.

## Leczenie
Nie ma możliwości leczenia przyczynowego choroby. Pewną poprawę daje suplementacja tiaminy (witaminy B1). W wyrównywaniu kwasicy mleczanowej stosuje się wodorowęglan sodu lub cytrynian sodu. Pacjentom z niedoborem dehydrogenazy pirogronianowej rekomenduje się dietę bogatotłuszczową, ubogowęglanową.
Wstępne badania kliniczne wskazują na skuteczność leku EPI-743 w leczeniu tego zespołu.

## Rokowanie
Rokowanie jest złe. Prognoza jest gorsza dla pacjentów z rozpoznaną postacią choroby z niedoborem dehydrogenazy pirogronianowej. Rokowanie jest najlepsze dla chorych z częściowymi niedoborami enzymów, jednak mimo to ci pacjenci nie dożywają dorosłości.